# Sakya Pandita
Sakya Pandita, voluit Sakya Pandita Kunga Gyaltsen (Sakya, 1182 - Liangzhou (nu Wuwei in Gansu), 1251), is een van de vijf meesters die als oorspronkelijke stichters van de sakya-traditie in het Tibetaans boeddhisme worden beschouwd. De andere vier zijn Sachen Künga Nyingpo, Sönam Tsemo, Dragpa Gyaltsen en Phagspa.
Sakya Pandita studeerde bij diverse leraren, onder wie Dragpa Gyaltsen, de geleerde Shakya Sri uit Kasjmir en de vijfde sakya trizin, Dragpa Gyaltsen. Samen met Shakya Sri vertaalde hij belangrijke teksten uit de logica die in de Sarma, ofwel nieuwe school van het boeddhisme een standaardwerk over dit thema werden. Ook zijn uiteenzettingen over het hoogste zicht in het kader van de sakya-leer zijn van belang binnen de traditie. Hij werd de zesde sakya trizin van 1216 tot 1251.
Sakya Pandita is ook auteur van een aantal werken over de geschiedenis van het Tibetaanse Rijk. In een daarvan beschrijft hij zijn zienswijze op het verloop van het veronderstelde concilie van Lhasa. In dat debat zou omstreeks 793 beslist zijn welke stroming in het boeddhisme in Tibet de leidende zou zijn. Hij veroordeelt op uiterst polemische wijze en in zeer scherpe bewoordingen de positie van het  Chinese Chan-boeddhisme en die van zijn vertegenwoordiger in dat debat Moheyan.
Sakya Pandita was na een eerste inval van de Mongoolse prins Godan Khan in Tibet genoemd als de persoon die de Tibetaanse belangen aan zijn hof zou kunnen vertegenwoordigen. Godan had enige jaren andere prioriteiten, maar in 1244 ontving Sakya Pandita de onmogelijk te weigeren uitnodiging naar zijn hof te komen. In gezelschap van zijn jonge neven Phagspa (1235-1280) en Chakna Dorjé reisde hij naar Lanzhou in het huidige Gansu, waar hij in 1246 arriveerde. Sakya Pandita was daarmee de eerste Tibetaan die een belangrijke rol ging spelen in de relatie met de Mongolen tijdens die Mongoolse periode.
In de klassieke Tibetaanse geschiedschrijving volgt dan de melding van de beroemde brief van Sakya Pandita aan alle geledingen binnen de Tibetaanse elite. De brief beschrijft de voorwaarden, waaronder de Mongolen bereid zijn af te zien van verwoestende invasies in Tibet. Er dient sprake te zijn van onvoorwaardelijke acceptatie van de Mongoolse soevereiniteit door alle geestelijke en wereldlijke autoriteiten. Hun autoriteit zou voortaan afhangen van deze soevereiniteitserkenning en van formele benoeming door de Mongolen. De Tibetaanse autoriteiten zouden hun bezittingen besturen in overleg met afgevaardigden van de Sakya in overeenstemming met de Mongoolse wet. Er zou een volkstelling gehouden worden. Mongolen zouden belastingen heffen en innen, daarbij geholpen door functionarissen vanuit de sakya. De brief eindigt met een specificatie van het soort producten, die de Mongolen daarnaast als eerbetoon verwachten.
Een tweede element in de brief is de nadruk die gelegd wordt op de vaak gemelde stelling, dat de sakya de enige vertegenwoordigers van de Mongolen in Tibet zijn en dat de abt van het klooster Sakya de voornaamste uitvoerder zou zijn van de Mongoolse soevereiniteit.
De klassieke Tibetaanse geschiedschrijving laat dan ook de hegemonie van de sakya-traditie in Tibet met deze brief beginnen. De meeste hedendaagse tibetologen gaan er echter van uit dat deze brief een pseudepigraaf is, feitelijk aanzienlijk later geschreven op basis van omstandigheden na de dood van Sakya Pandita en om redenen van toenmalige politieke opportuniteit aan Sakya Pandita toegeschreven. De feitelijke bestuurlijke dominantie van de sakya in Tibet werd pas na 1264 gerealiseerd.
Sakya Pandita zou de rest van zijn leven voor het grootste deel in Lanzhou doorbrengen en nooit meer terugkeren naar Tibet.
- Bibliothèque nationale de France: cb12790754c (data)
- CiNii: DA03963835
- Gemeinsame Normdatei: 118966693
- International Standard Name Identifier: 0000 0001 2121 0160
- Library of Congress Control Number: n82096162
- Bibliotheek van het Japanse parlement: 00474268
- Nationale Bibliotheek van Tsjechië: jn20000701559
- Nationale Bibliotheek van Israël: 987007280781305171
- Nederlandse Thesaurus van Auteursnamen: 115136835
- Système universitaire de documentation: 067043690
- Trove: 835401
- Virtual International Authority File: 12433277
- WorldCat: E39PBJmtF6FFc4Km9gqK99hbVC